# برالی، پاکستان
برالی (به انگلیسی: Barali) یک روستا در پاکستان است که در ناحیه کوتلی واقع شده‌است.